# San Marcos, Kalifornien
San Marcos är en stad (city) i San Diego County, i delstaten Kalifornien, USA. Enligt United States Census Bureau har staden en folkmängd på 85 022 invånare (2011) och en landarea på 63,1 km².